# Luisa Fernanda Martínez de Haro
Luisa Fernanda Martínez de Haro (Albacete, 1956) es una médica y catedrática universitaria española. En 2017 se convirtió en la primera mujer en España en haber obtenido la cátedra de Cirugía.

## Biografía
Hija de un empleado de banca y de una maestra, nació en Albacete en 1956. Se licenció en Medicina en 1979 en la Universidad de Murcia. En 2017 obtuvo la cátedra de Cirugía, convirtiéndose en la primera mujer de la historia en España que la obtiene. Su área de investigación es el esófago y el estómago, y ha hecho varias publicaciones sobre el esófago de Barrett.
Está adscrita al Departamento de Cirugía, Pediatría, Obstetricia y Ginecología del Hospital Clínico Universitario Virgen de la Arrixaca, perteneciente al Servicio Murciano de Salud de la comunidad autónoma de la Región de Murcia.